# Gotein-Libarrenx
Gotein-Libarrenx è un comune francese di 479 abitanti situato nel dipartimento dei Pirenei Atlantici nella regione della Nuova Aquitania.

## Società

### Evoluzione demografica
Abitanti censiti